# Supinić
Supinić (Šupinić) je nenaseljeni otočić u Brijunskom otočju, uz zapadnu obalu Istre. Nalazi se oko 300 metara jugozapadno od Malog Brijuna.
Površina otoka je 1.393 m2,  a visina 2 metra.